# Алюмініт
Алюміні́т (рос. алюминит; англ. aluminite; нім. Aluminit) — водний основний сульфат алюмінію.

## Загальний опис
Склад: Al2[(OH)4|SO4]•7H2O. Містить (%): Al2О3 — 29,62; SO3 — 23,27; H2O — 47,11.
Сингонія моноклінна. Густина 1,66—1,82. Твердість 1–2. Колір білий. Блиск матовий, землистий. Крихкий. Поширений мінерал кори вивітрювання.
Зустрічається у вигляді ниркоподібних волокнистих агрегатів у сучасних та неоген-палеогенових породах. Відомий як продукт дії на алюмосилікати сульфатних розчинів, які утворюються при руйнуванні піриту або марказиту.

## Різновиди
Розрізняють алюмініт кременистий — суміш алофану з алунітом.